# Щетинін Микола Тимофійович
Микола Тимофійович Щетинін (1900, станиця Старокорсунська, тепер Краснодарського краю, Російська Федерація — 6 лютого 1968, місто Київ) — український радянський діяч, міністр фінансів УРСР. Депутат Верховної Ради УРСР 4—5-го скликань.

## Біографія
Народився в родині робітника. З десяти років розпочав трудову діяльність, з тринадцяти років почав працювати на заводі.
У 1917—1924 роках — у Червоній армії. Служив командиром кавалерійського ескадрону, воював на Кубані, в Україні та Криму.
Член РКП(б) з 1920 року.
У 1924—1929 роках — голова виконавчого комітету сільської ради; у системі споживчої кооперації Запорізького округу.
З 1929 року — у фінансових органах: завідувач Амвросіївського районного фінансового відділу на Донбасі, завідувач районного фінансового відділу в Дніпропетровській області, заступник завідувача і завідувач Сталінського обласного фінансового відділу.
У вересні 1949 — листопаді 1951 року — заступник міністра і член колегії Міністерства фінансів Української РСР.
27 листопада 1951 — 1 березня 1961 року — міністр фінансів Української РСР.
З березня 1961 року — на пенсії в Києві. Помер після важкої хвороби.

## Нагороди
- орден Леніна
- орден Трудового Червоного Прапора
- орден Червоної Зірки
- орден «Знак Пошани»
- медалі